# 恩田恵美子
恩田 恵美子（おんだ えみこ〔本名：藤本 恵美子〕、1937年4月20日 - ）は、東京都出身の日本の女優。身長157 cm、体重63 kg。希楽星所属。

## 略歴
3歳時より、新潟県で育つ。かつては劇団文化座、エム・スリーに所属していた。
2017年に横浜市のテレビドラマの撮影現場で左脚の骨を骨折する重傷を負ったことについて、休業補償を求めて労災申請をしていることが2020年9月26日に明らかになった。労働基準監督署は2度にわたり申請を退けたが、「働き方の実態は労働者と同じ」と語り、労働保険審査会に再審査請求した。

## 人物
特技は茶道（講師の資格もあり）、吟詠道、新潟弁。

## 出演

### 映画
- 「あげまん」（1990年6月2日）
- 「キッズ・リターン」（1996年7月27日）
- 「SHINOBI-HEART UNDER BLADE-」（2005年9月17日） - 鍔隠れの民 役
- 「デンデラ」（2011年6月25日） - 松井ノイ 役

### テレビドラマ

#### NHK
- 「鞍馬天狗」（1969年10月17日 - 1970年10月2日）
- 大河ドラマ
  - 「樅ノ木は残った」第4話（1970年1月25日） - 宿場の女 役
  - 「新・平家物語」第24話（1972年6月11日） - 母親 役
  - 「草燃える」第23話（1979年6月10日） - 乳母 役
  - 「獅子の時代」第16話（1980年4月20日） - 仲居 役
  - 「おんな太閤記」第1話（1981年1月11日） - 城下の人々 役
  - 「峠の群像」第21話（1982年5月30日） - 茶屋の女中 役
  - 「徳川家康」第25話（1983年6月26日） - 老女 役
  - 「春の波涛」
    - 第12話「川上一座旗揚げ」（1985年3月24日） - 「朝日館」の人々 役
    - 第15話「もんちゃく続き」（1985年4月14日） - 下宿屋の女 役

  - 「秀吉」第28話（1996年7月14日）
- 「鳥獣の寺」第5話（1979年5月4日）
- 「立花登 青春手控え」第4話（1982年5月5日）
- 連続テレビ小説
  - 「おしん」第24話（1983年4月30日） - 酌婦 役
  - 「君の名は」第160話・第163話（1991年10月3日・10月7日） - 氷屋の女将 役
  - 「私の青空」（2000年4月3日 - 9月30日）
  - 「ちゅらさん」第46話・第50話・第51話（2001年5月24日・5月29日・5月30日） - おばあの友だち 役
  - 「こころ」第1話・第3話（2003年3月31日・4月2日）
  - 「純情きらり」第67話・第69話・第70話（2006年6月19日・6月21日・6月22日） - しずえ 役
- 「新・事件 断崖の眺め」第2話（1984年11月24日）
- 「花へんろ 風の昭和日記」第3話（1985年4月27日）
- 「春燈」（1989年1月2日）
- 「鏡は眠らない」第1話（1997年10月22日）
- 「つま恋」（2001年11月24日）

#### 日本テレビ
- 「加那子という女」第11話（1973年6月12日）
- 西武スペシャル「季節が変わる日」（1982年11月4日）
- ドラマシティ'92「愛は仁義」（1992年4月9日）
- 「お茶の間」第6話・第7話（1993年2月13日・2月20日）
- 「新宿暴走救急隊」第7話（2000年11月25日）
- 「フレーフレー人生!」第7話（2001年8月13日）
- 火曜サスペンス劇場 → DRAMA COMPLEX
  - 「妻殺し」（2001年11月27日）
  - 「箱根湯河原温泉交番」第1作（2003年11月11日）
  - 「たくさんの愛をありがとう」（2006年4月4日）
- 「ゴールデンボウル」第10話（2002年6月29日）
- 「高校生レストラン」第4話（2011年5月28日） - 老婆 役
- 「35歳の高校生」最終話（2013年6月22日）

#### TBS
- 「夜明けの刑事」第28話（1975年4月16日）
- 「明日の刑事」第89話（1979年9月26日）
- 「沿線地図」第6話（1979年6月4日）
- 「空よ海よ息子たちよ」（1981年2月23日）
- 「噂の刑事トミーとマツ 第1シリーズ」第64話（1981年3月8日）
- 「玉ねぎむいたら…」第7話（1981年5月15日） - 八百屋のおばさん 役
- 「想い出づくり。」第2話 - 第4話（1981年9月25日 - 10月16日）
- ザ・サスペンス「松本清張の時間の習俗」（1982年6月19日）
- 「わが子よII」（1982年7月5日 - 8月27日）
- 「スクール☆ウォーズ 〜泣き虫先生の7年戦」第6話（1984年11月10日）
- 水曜ドラマスペシャル「女の人差し指」（1986年1月8日）
- 「パパは年中苦労する」第11話（1988年6月17日） - オバさん 役
- ドラマチック22「ごきげんよう!横断歩道でつかまえて」（1990年6月30日）
- 月曜ドラマスペシャル → 月曜ミステリー劇場 → 月曜ゴールデン
  - 「拝啓 オグリキャップ様」（1991年9月30日）
  - 「十津川警部シリーズ」第8作（1995年3月27日） - 民宿の女将 役[4]
  - 「空の羊」（1997年1月6日）
  - 「探偵・喜多嶋翔子の調査報告書」（2002年7月29日）
  - 「無敵のおばさん小早川千冬・正義の事件簿」（2010年6月28日） - 入院患者 役
  - 「緑川警部シリーズ」第4作（2012年12月17日） - 岬の住人 役
- 「熱い胸さわぎ」（1992年8月5日 - 8月26日）
- 「渡る世間は鬼ばかり 第2シリーズ」（1993年4月15日 - 1994年3月31日） - 中原 役
- 「ボクの就職」第11話（1994年6月19日）
- 「カミング・ホーム」第2話（1994年7月15日）
- 「お兄ちゃんの選択」第5話（1994年11月6日）
- 「生きていてママ」後編（1994年12月22日）
- 「人生は上々だ」第8話（1995年12月1日）
- 「キャンパスノート」（1996年1月12日 - 3月22日）
- 「エデンの東－East of Eden－」（1997年10月3日）
- 「名探偵・金田一耕助シリーズ・人面瘡」（2003年3月25日）
- 「笑顔の法則」第7話（2003年5月25日）
- 「新しい風」第7話（2004年5月27日）
- 「地獄の沙汰もヨメ次第」第1話（2007年7月5日） - 里中夫人 役
- 「罠の交差点」（2008年3月22日）
- 「SAKURA〜事件を聞く女〜」最終話（2014年12月22日）
- 「ナポレオンの村」第1話（2015年7月19日）
- 「闇金ウシジマくん Season3」第6話・第7話（2016年・8月28日・9月4日） - 千代 役

#### フジテレビ
- 「君は海を見たか」第1話（1982年10月15日）
- 「早春スケッチブック」最終話（1983年3月25日）
- 「北の国から'83冬」（1983年3月24日）
- 「裸の大将放浪記」
  - 第5話（1985年3月24日）
  - 第17話（1985年10月27日） - 坂東桃之丞一座の座員 役
- 「親戚たち」第3話・第11話（1985年7月18日・9月12日）
- 「ライスカレー」第9話（1986年5月29日）
- 金曜女のドラマスペシャル → 金曜エンタテイメント
  - 「弁護側の秘密」（1986年9月19日） - 並木やす子 役
  - 「横溝正史シリーズ・女怪」（1996年4月26日） - 仲居 役
- 「時にはいっしょに」第1話（1986年10月16日）
- 「ハイツがトラブル」第1話 - 最終話（1990年4月30日 - 5月4日）
- 世にも奇妙な物語「まだ恋は始まらない」（1991年12月12日）
- 「君のためにできること」第6話（1992年8月10日）
- 「NIGHT HEAD」第16話（1993年2月12日） - 菅野加寿子 役
- 「if もしも」
  - 第9話「「別れましょう」か「結婚しましょう」か」（1993年7月8日）
  - 第12話「緊急事態！飛行機で行くか？新幹線で行くか？」（1993年8月5日）
- 古畑任三郎 S1第7話（1994年5月25日、フジテレビ） - 見学のおばさん 役
- 「 コーチ」第7話（1996年8月15日）
- 「それが答えだ!」第2話・第5話（1997年7月9日・7月30日）
- 「シングルス」第6話（1997年11月18日）
- 「ブラザーズ」第2話（1998年4月20日）
- ほんとにあった怖い話
  - 「真夜中の病室」（2000年8月25日） - 幸田重子 役
  - 「病棟のぬいぐるみ」（2006年8月22日） - 長岡サチ子 役[5]
- 「天気予報の恋人」第4話（2000年5月1日）
- 「涙をふいて」第1話（2000年10月11日）
- 「FIRE BOYS 〜め組の大吾〜」第8話（2004年2月24日）
- 「1リットルの涙」第1話（2005年10月11日）
- 「婚カツ!」第3話（2009年5月4日） - フミ子 役
- 「BOSS 1stシーズン」第10話（2009年6月18日） - 八重子 役
- 「任侠ヘルパー」第1話 - 最終話（2009年7月9日 - 9月17日） - 水戸 役
- 「ざけんなョ!!シリーズ」第10作（2011年5月18日）
- 「蜜の味〜A Taste Of Honey〜」最終話（2011年12月22日）
- 「リッチマン、プアウーマン」第4話（2012年7月30日）
- 「海の上の診療所」第1話（2013年10月14日）
- 「鍵のかかった部屋」スペシャル（2014年1月3日）
- 「私という名の変奏曲」（2015年10月2日）

#### テレビ朝日
- 「特別機動捜査隊」
  - 第316話「北国の女」（1967年11月15日） - 敏江 役
  - 第463話「黒い遺言状」（1970年9月16日） - 主婦 役
- 「新・海峡物語」最終話（1981年12月24日）
- 「和宮様御留」（1991年1月2日）
- 「外科病棟女医の事件ファイル」第2話（1991年7月18日） - 水口八重 役
- 「柴門ふみセレクション」第1話（1992年10月12日）
- 「往診ドクター事件カルテ」第9話（1992年12月8日）
- 「危険な恋・ビオラの女」第2話（1993年7月20日）
- 「はみだし刑事情熱系」
  - 「はみだし刑事情熱系 PART4」第7話（1999年11月17日） - 吉川房江 役
  - 「はみだし刑事情熱系 PART5」第23話（2001年3月21日）
- 「菊次郎とさき 第2シリーズ」第1話（2005年7月21日）
- 「7人の女弁護士 第2シリーズ」第7話（2008年5月22日） - 近隣住人 役
- 土曜ワイド劇場
  - 「ショカツの女 新宿西署 刑事課強行犯係」第3作（2009年4月18日） - ひったくりされる老女 役
  - 「法医学教室の事件ファイル」第36作（2013年3月30日） - 隣人 役
  - 「広域警察」第6作（2015年6月27日） - おばあさん 役

#### テレビ東京
- 「『放浪記』〜男なんて何さ!人生は七転び八起き〜」（1997年1月1日）
- 「バースデイ〜こちら椿産婦人科〜」第7話（1999年11月24日）
- 木曜洋画劇場「開幕ベルは華やかに」（2002年1月3日）
- 女と愛とミステリー → 水曜ミステリー9
  - 「刑務所の医者 若宮冴子」（2004年7月25日） - 囚人 役
  - 「警察署長・たそがれ正治郎」第1作（2005年7月6日） - 永井スミ子 役
  - 「駐在刑事」第3作（2015年9月16日） - 水根の住人 役

### その他
- 「ココロ部!」第5回（2015年6月12日、NHK教育テレビジョン） - やさしそうなおばあさん 役